# Kjell Ingolf Ropstad

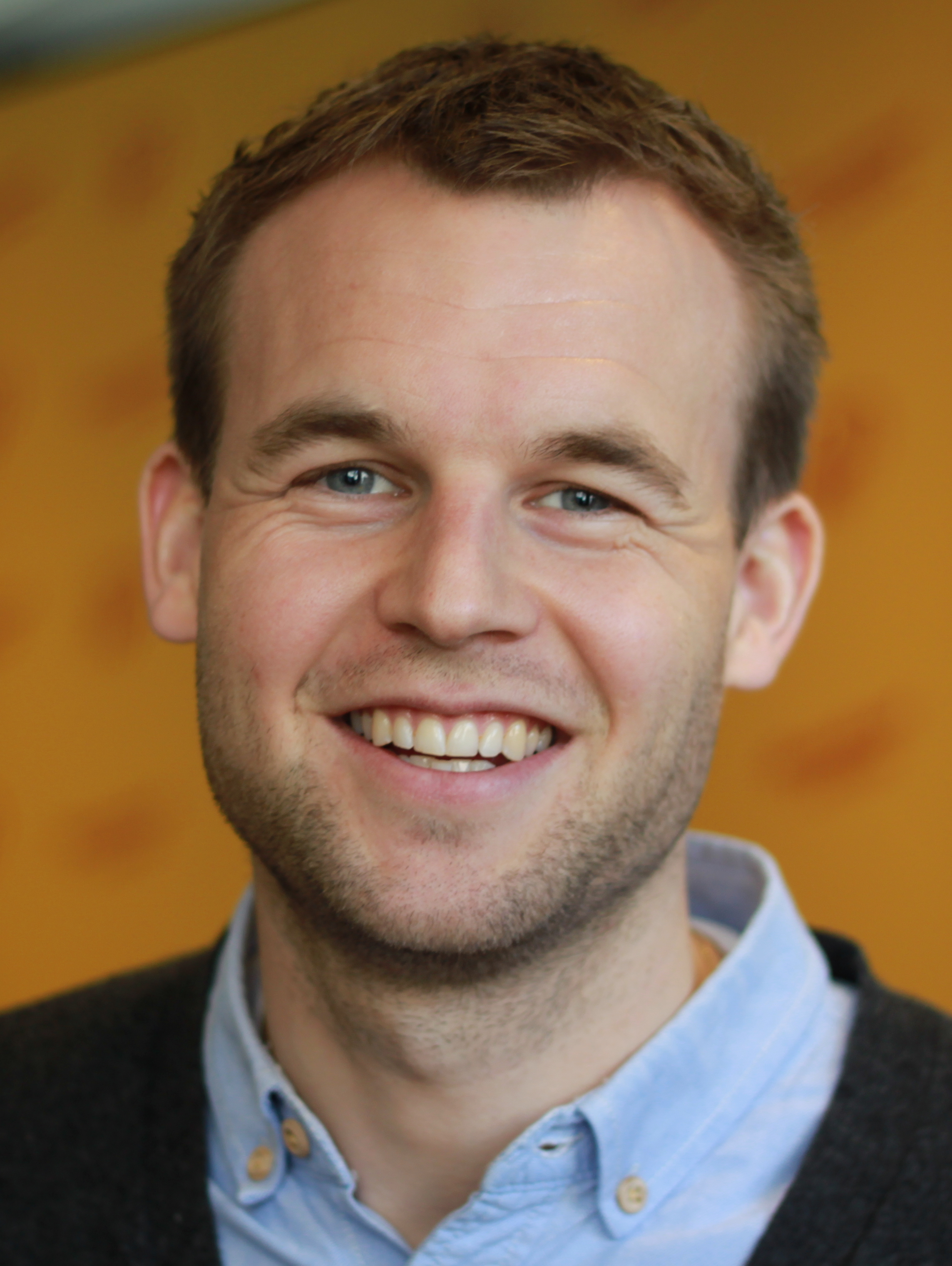
Kjell Ingolf Ropstad, 2015

Kjell Ingolf Ropstad (* 1. Juni 1985 in Arendal) ist ein norwegischer Politiker der christdemokratischen Kristelig Folkeparti (KrF). Seit 2009 ist er Abgeordneter im Storting, von Januar 2019 bis September 2021 war Ropstad der Kinder- und Familienminister seines Landes. Zwischen April 2019 und September 2021 fungierte er zudem als KrF-Vorsitzender.

## Leben
Ropstad ist der Sohn von Bjørn Ropstad, der von 1999 bis 2019 für die Kristelig Folkeparti Bürgermeister von Evje og Hornnes war. Kjell Ingolf Ropstad studierte von 2005 bis 2012 Rechts- und Wirtschaftswissenschaften. Bereits bevor er das Studium begann, war er in der Lokalpolitik aktiv. Im Jahr 2003 wurde er Mitglied im Kommunalparlament seiner Heimatgemeinde Evje og Hornnes und Abgeordneter im Fylkesting des damaligen Fylkes Aust-Agder. Dem Kommunalparlament gehörte er bis 2007, dem Fylkesting bis 2009 an. Während seines Studiums war er zudem in der christdemokratischen Jugendorganisation Kristelig Folkepartis Ungdom (KrFU) engagiert. So fungierte er von 2005 bis 2007 als deren stellvertretender Vorsitzender und anschließend bis 2010 als deren erster Vorsitzender.

### Stortingsabgeordneter
Bei der Parlamentswahl 2005 verpasste Ropstad den Einzug in das norwegische Nationalparlament Storting. Er wurde stattdessen Vararepresentant für den Wahlkreis Aust-Agder, also Ersatzabgeordneter. Als solcher kam er im Jahr 2006 im Alter von 20 Jahren zu einem Einsatz. Erstmals direkt ins Storting zog er bei der Wahl 2009 ein. Dabei wurde er zunächst Mitglied im Arbeits- und Sozialausschuss. Im September 2012 wechselte er während der laufenden Legislaturperiode in den Energie- und Umweltausschuss. Nach der Parlamentswahl 2013 ging er in den Justizausschuss über, wo er als zweiter stellvertretender Vorsitzender fungierte. Ropstad wechselte im Anschluss an die Stortingswahl 2017 in den Finanzausschuss.

### Minister und Parteivorsitzender
Im Jahr 2017 wurde er zum zweiten stellvertretenden Vorsitzenden der Kristelig Folkeparti gewählt. Als der damalige Parteivorsitzende Knut Arild Hareide dafür eintrat, die bürgerliche Minderheitsregierung unter Erna Solberg nicht mehr zu unterstützen, gehörte Ropstad zu den führenden Gegnern des Vorschlags. Er sprach sich stattdessen für einen Beitritt in die Regierung aus. Ein Parteitag stimmte am 2. November 2018 im Sinne der Linie Ropstads für eine Beteiligung an der Regierung Solberg.
Im Anschluss an die Abstimmung führte er im Januar 2019 die Koalitionsgespräche seiner Partei mit den bisherigen Regierungsparteien an. Die KrF trat daraufhin in die Regierung ein. Im teils neu gebildeten Kabinett erhielt Ropstad am 22. Januar 2019 den Posten des Kinder- und Familienministers. Seine Amtsvorgängerin Linda Hofstad Helleland hatte als Amtsbezeichnung noch Kinder- und Gleichstellungsministerin. Die Oppositionsparteien kritisierten, dass mit der Übertragung des Themenbereichs Gleichstellung auf das Kulturministerium vermieden werden sollte, dass Ropstad für LGBT-Themen zuständig werde. Kjell Ingolf Ropstad wies die Kritik zurück und sagte, dass er Minister für alle Kinder und Familienformen sein wolle.
Auf einem Parteitag Ende April 2019 wurde er zum neuen Vorsitzenden seiner Partei gewählt.

### Rücktritt
Kurz vor der Stortingswahl 2021 wurde durch Recherchen der Zeitungen Aftenposten bekannt, dass er längere Zeit seinen offiziellen Wohnsitz bei seinen Eltern gemeldet hatte und somit einen Anspruch auf eine Pendlerwohnung des Stortings in Oslo hatte. Sein in Lillestrøm, etwas außerhalb von Oslo liegendes Haus habe er währenddessen vermietet. Bei der Wahl erreichte seine Partei erstmals seit Ende des Zweiten Weltkriegs keine Werte über vier Prozent und erreichte nur drei Mandate, darunter eines für Ropstad.
Nach der Wahl wurde bekannt, dass wohl über Jahre hinweg der finanzielle Vorteil aus Ropstads Pendlerwohnungen nicht richtig besteuert worden war. Für das Jahr 2020 habe er angegeben, bei seinem Elternhaus Ausgaben zu haben, damit seine Pendlerwohnung nicht steuerpflichtig sei. Er erklärte, dass ihm nicht bewusst gewesen wäre, dass er seine Steuern nicht korrekt gezahlt habe, er es aber als eine schlechte Einschätzung seinerseits sähe, dass er lieber seinen Eltern Geld gezahlt hätte als die Steuern. Ropstad kündigte kurz nach der Parlamentswahl 2021 am 18. September 2021 seinen Rücktritt als Minister und Parteichef bekannt. Am 20. September 2021 übernahm seine Parteikollegin Olaug Bollestad das Amt der Kinder- und Familienministerin. Am 24. September 2021 endete seine Zeit als Parteivorsitzender.
Bei der Wahl 2021 zog Ropstad im Gegensatz zu den vorherigen Wahlen nicht mehr für Aust-Agder, sondern Vest-Agder in das Storting ein. Er war in beiden Wahlkreisen angetreten. Ropstad wurde anschließend Mitglied im Energie- und Umweltausschuss sowie im Finanzausschuss. Des Weiteren wurde er Teil des Fraktionsvorstands der KrF. Im Oktober 2023 übernahm er den Posten als stellvertretender Vorsitzender des Energie- und Umweltausschusses. Im Mai 2024 gab er bekannt, dass er bei der Parlamentswahl 2025 keine erneute Kandidatur beabsichtige. Im August 2024 nahm er den Posten als stellvertretender KrF-Fraktionsvorsitzender.